# Национальный Совет по развитию Индии
Национальный Совет по развитию Индии является высшим органом по принятию решений и обсуждению вопросов развития Индии и возглавляется премьер-министром страны. Он был создан 6 августа 1952 года для укрепления и мобилизации ресурсов нации в поддержку плана по содействию общей экономической политике во всех жизненно важных сферах, а также по обеспечению сбалансированного и бурного развития всех частей страны. Совет состоит из премьер-министра, министров Союза, Кабинета министров, главных министров всех штатов или их заместителей, представителей союзных территорий и членов комиссий.

## История
Первое заседание под председательством премьер-министра Джавахарлала Неру прошло 8-9 ноября 1952 года. С тех пор было проведено 55 заседаний. 55-е заседание Национального совета по развитию было проведено 24 июля 2010 года в Вигьян Бхаван, Нью-Дели.